# رنو اولسن
رنو اولسن (ایتالیایی: Reno Olsen؛ زادهٔ ۱۹ فوریهٔ ۱۹۴۷) دوچرخه‌سوار اهل دانمارک است.
وی در مسابقات کشوری و بین‌المللی در مجموع برندهٔ ۱ مدال طلا شده‌است.